# Върджин Груп
Върджин Груп (на английски език - Virgin Group) е британски конгломерат от компании, основан от известния британски бизнесмен сър Ричард Брансън, през 1970 година.
Става известен най-вече със своята звукозаписна дейност, развита от подразделението „Върджин Рекърдс“ (на английски език - Virgin Records), но по-късно разширява много успешно своя бизнес в сферата на авиопревозите, мобилните комуникации („Върджин Мобайл“ „Virgin Mobile“), разработката на компютърни игри („Върджин Интерактив“ „Virgin Interactive“), кабелната телевизия и собствените радиостанции.
Едно от най-новите начинания е компанията за космически туризъм „Върджин Галактик“ (на английски език – Virgin Galactic), която обещава пътуване до Космоса на достъпни цени.
Компанията е основен спонсор на Brawn GP, тим от Формула 1, станал шампион в надпреварата през 2009 година. Вдъхновен от успеха при спасяването на тима на Хонда Ф1 и създаването на Браун ГП (има основна заслуга), Сър Ричард Брансън основава екипа Върджин Рейсинг, който ще се състезава в Световния шампионат на Формула 1 – 2010.

## Компании
- Върджин Атлантик Еъруейс — британска авиокомпания
- Върджин Рекърдс – британска верига музикални магазини
- Върджин Интерактив – британски издател на видеоигри
- Върджин Мобайл – мобилен оператор
- Върджин Галактик – космически турооператор
- Върджин Рейсинг — тим от Формула 1
- Върджин Мюзик – британска звукозаписна компания
- Върджин Рейдио – Радиостанции Върджин